# Fresnedillas de la Oliva
Fresnedillas de la Oliva – miejscowość w Hiszpanii we wspólnocie autonomicznej Madryt, 56 km od Madrytu. Nazwa tej gminy pochodzi od popiołu, ze względu na pobliskie lasy tego drzewa i „oliwkę”, która odnosi się do owoców drzewa oliwnego. 

## Atrakcje turystyczne
- Kościół parafialny św Bartłomieja, z XVI wieku
- Stare Miasto z pozostałościami archeologicznymi
- Domy mieszkalne z przełomu XIX i XX wieku